# Victor Engler
Pour les articles homonymes, voir Engler.
Victor Jacques Nicolas Engler (né à Nancy le 2 août 1884 et mort au Grand-Quevilly le 9 décembre 1935) est un syndicaliste, d'abord anarchiste, puis militant communiste français, élu au Comité central du Parti communiste français (PCF) et dirigeant de la Fédération nationale des ports et docks CGT. Il est exclu une première fois du PCF dès 1926, il l'est définitivement l'année suivante. 

## Biographie
Victor Engler s'installe à Rouen en 1903 ou 1908 (selon les sources).
En 1920, il est l'un des animateurs du grand mouvement des travailleurs du port. En mai, il fait entrer les dockers dans la grève. En décembre, après le congrès de Tours, il adhère au PCF.
Il est élu secrétaire de l'Union locale CGT en 1921 et, en 1922, son syndicat le suit à la CGTU.
Lors des élections municipales de 1925, il est à la tête de la liste du PCF. En octobre, il est signataire de la lettre des 250 adressée à l'Internationale communiste (IC) pour se plaindre de la direction du PCF. Lors d'une réunion du Bureau politique (BP) du PCF en 1926, Jacques Doriot le présente comme « un militant intelligent » et « ayant une grosse influence ». Le mois suivant, une nouvelle réunion du BP évoque à nouveau son cas à propos d'une demande d'exclusion du comité régional de Basse-Seine, notamment, le concernant. Le BP décide de ratifier cette exclusion. Engler est convoqué à Moscou, dans cette même période, pour assister à la session élargie du Comité exécutif de l'IC. Finalement, en juin, au congrès de Lille du PCF, non seulement son exclusion n'est pas ratifiée mais il est élu au Comité central du parti. Dès l'automne, il se déclare en désaccord avec la direction du PCF et celle de la CGTU.
En 1927, lors d'un Comité central, Pierre Semard l'accuse de participation à une activité fractionnelle; il propose de lui retirer son mandat du membre du Comité central. Engler déclare, le mois suivant, qu'il a été mis à l'écart par Gaston Monmousseau, notamment. Les Cahiers du bolchevisme, par ailleurs, l'accusent d'être l'un des signataires d'une lettre adressée à l'IC et aux membres du PCF, intitulée « Pour la démocratie ouvrière ». Bientôt, il est à nouveau exclu du PCF. Avec d'autres exclus, il adresse un télégramme au congrès du Parti bolchevique. La même année, au congrès de Bordeaux, il est élu secrétaire général à la propagande de la Fédération des Ports et Docks.
Il crée en 1928 une association des membres honoraires de la corporation des dockers et conduit, dans cette profession, une grève d'un mois, qui débouche sur des acquis. L'année suivante, le congrès de Marseille l'élit secrétaire général de la Fédération des Ports-et-Docks. Il rallie la tendance de la Ligue syndicaliste et se montre très critique à l'égard de la direction de la CGTU, au congrès de laquelle il participe à Paris dans les rangs des minoritaires.
En 1930, son nom apparaît dans l'Appel des 22 pour « la reconstruction de l'unité syndicale ». En 1931, devant la direction de l'Internationale syndicale rouge (ISR), il défend les thèses des minoritaires de la CGTU. Il perd son poste de secrétaire général de sa Fédération en 1932 et, en 1933, au congrès de Paris de la CGTU, auquel il participe, il justifie son action lors d'une grève récente des bateliers.
En 1934, il rompt définitivement avec la CGTU et rejoint la CGT.
Il tombe gravement malade (diabète) en 1935 et meurt peu après. 